# Violetta Villas
Czesława Cieślak, coneguda pel seu nom artístic Violetta Villas (Lieja, Bèlgica, el 10 de juny de 1938 - Lewin Kłodzki, Baixa Silèsia, Polònia, 5 de desembre de 2011) fou una cantant, compositora, lletrista i actriu de teatre i de cinema polonesa. Era soprano de coloratura, que abastava 5 octaves i tenia una oïda absoluta. Tocava el piano, el violí i el trombó.

## Biografia
Va néixer a Lieja, a Bèlgica, l'any 1938 de pares polonesos. El 1948 va tornar amb els seus pares a Polònia i es va instal·lar al municipi rural de Lewin Kłodzkie, als Sudets, on va començar a estudiar música. Va continuar la seva educació artística a les ciutats de Szczecin i Breslau. El 1959 va començar classes de cant clàssic amb Eugenia Falkowska a Varsòvia. El seu rang vocal, habilitats i timbre van ser significatius, dignes d'una prometedora carrera operística, però havia decidit seguir les formes més contemporànies de la música, viatjar i oferir interpretacions vocals a l'escenari. A la dècada de 1960 Violetta Villas va recórrer molts països d'Europa: entre altres l'URSS, Txecoslovàquia, Bulgària i Romania.
El 1965 va a França en el 3r Festival International des Variétés et Music-Halls de Rennes, França va atorgar-li el Grand Prix International d'Interpretació. El 1965 va cantar amb Czesław Niemen al Teatre Fontaine. El 1965 i 1966 Violetta Villas va cantar a l'Olímpia. El 26 de juliol de 1966, va cantar a revista Grand Music Hall de Varsòvia.
El 1966, a París, va ser abordada per Federico Apcar, que la va convidar a Las Vegas, on va cantar amb Frank Sinatra, Paul Anka, i Charles Aznavour al Casino Dunes. Al Carnegie Hall de Nova York la van aplaudir llargament a peu dret. El 1969, va cantar amb Connie Francis al Teatre Sahara de Las Vegas. A Nova York, les entrades per al seu concert es van esgotar. Li van oferir un contracte lucratiu de vuit anys amb la Paramount Pictures, però va rebutjar-lo a causa de la malaltia de la seva mare que la va empènyer a tornar a Polònia.
A la dècada de 1970, doncs, va haver de tornar a Polònia per estar amb la seva mare moribunda. Les autoritats del règim comunista li van confiscar el passaport i es va veure obligada a romandre a Polònia durant més d'una dècada. No obstant això, no va ser totalment prohibida des dels mitjans de comunicació i va ser capaç de seguir la seva carrera a nivell local. El 1985 va tenir el seu gran retorn, només uns pocs anys després de l'abolició de la llei marcial. Les entrades per a les seves actuacions es van esgotar, fins i tot setmanes abans. Li van tornar el seu passaport i va reprendre la seva carrera internacional. Se'n va anar de gira pels EUA i Austràlia.

## Registre vocal
Violetta Villas era una soprano. Tenia una veu amb un registre extraordinari i una gamma molt àmplia de color vocal. Abastava quatre octaves pel tenor D3 - E7 soprano. En les seves cançons mostrava una notable capacitat d'assimilació d'estils de manera natural. Villas podia cantar com un baríton, tenor, contralt, mezzosoprano, i com una soprano, un atribut únic entre els cantants de qualsevol gènere, als àmbits de la música popular.

## Discografia

### LP àlbums
| Year | Title                             |
| ---- | --------------------------------- |
| 1962 | Rendez-vous with Violetta Villas  |
| 1966 | Violetta Villas                   |
| 1967 | Violetta Villas                   |
| 1967 | For you my darling                |
| 1968 | About Love...                     |
| 1977 | There is no love without jealousy |
| 1980 | Old hits                          |
| 1986 | Violetta Villas                   |
| 1987 | The greatest hits                 |

### CD àlbums
| Year | Title                                               |
| ---- | --------------------------------------------------- |
| 1992 | For you beloved                                     |
| 1992 | The most beautiful christmas carols                 |
| 1994 | Dolly                                               |
| 1995 | VV - gold hits, part 1                              |
| 1995 | VV - gold hits, part 2                              |
| 1996 | Golden hits                                         |
| 1997 | Jestem taka a nie inna                              |
| 1997 | Christmas carols                                    |
| 1998 | Dolly                                               |
| 1999 | Platinum collection                                 |
| 1999 | V. Villas sings the most beautiful christmas carols |
| 2000 | Kiss of fire                                        |
| 2000 | Golden hits                                         |
| 2001 | When Jesus Christ was born...                       |
| 2001 | Violetta Villas                                     |
| 2001 | For you my darling                                  |
| 2001 | There is no love without jealousy                   |
| 2003 | Valentine hits                                      |
| 2003 | To you, mother                                      |
| 2004 | Christmas carol of hearts                           |
| 2006 | I am what I am                                      |
| 2007 | To comfort the heart and warmth the soul            |
| 2009 | From archive of the Polish Radio, vol. 11           |
| 2009 | When Jesus Christ was born... - reedition           |

### MC
| Year | Title                             |
| ---- | --------------------------------- |
| 1969 | Las Vegas                         |
| 1977 | There is no love without jealousy |
| 1987 | The greatest hits                 |
| 1992 | For you beloved, part 1           |
| 1992 | For you beloved, part 2           |
| 1992 | The best of                       |
| 1992 | The best of, part 1               |
| 1992 | The best of, part 2               |
| 1992 | The best of, part 3               |
| 1994 | Doll                              |
| 1994 | I am what I am                    |
| 1995 | Only to you                       |
| 1996 | Golden hits                       |
| 1997 | Christmas carols                  |
| 1997 | Jestem taka a nie inna            |
| 1998 | Golden hits                       |
| 1999 | Platunim collection               |
| 2000 | Violetta Villas                   |
| 2000 | Kiss of fire                      |

### Singles
| Rok  | Tytuł                             |
| ---- | --------------------------------- |
| 1961 | Ja ci nie wierzę                  |
| 1961 | Taki mróz                         |
| 1961 | Nie zdążyłam                      |
| 1961 | Dla ciebie miły                   |
| 1961 | Marianna ruda                     |
| 1961 | Sekret                            |
| 1961 | Dla ciebie miły                   |
| 1961 | Kiedy Allach szedł                |
| 1962 | Ożeń się Johny                    |
| 1962 | To mówią marakasy                 |
| 1962 | Duety z Tadeuszem Woźniakowskim   |
| 1963 | Szesnaście lat                    |
| 1963 | Zorro                             |
| 1963 | Kiedy Allach szedł                |
| 1964 | Muzyka taneczna                   |
| 1964 | Błękitna tarantella               |
| 1964 | Opole - stolica polskiej piosenki |
| 1964 | Uśmiechem miłość się zaczyna      |
| 1965 | Jak nie to nie                    |
| 1965 | Nic nikomu nie mów                |
| 1965 | Józek                             |
| 1966 | Do ciebie mamo                    |
| 1966 | Dla ciebie miły                   |
| 1966 | Nie jestem taka zła               |
| 1969 | Do ciebie mamo                    |
| 1986 | Mundial'86                        |
| 1987 | Sosna z mego snu                  |
| 1987 | Wszedzie gdzie ty                 |

### Cardboard records
| Year | Title                        |
| ---- | ---------------------------- |
| 1964 | Przyjdzie na to czas         |
| 1964 | Czterdzieści kasztanów       |
| 1965 | Mamma                        |
| 1965 | Do ciebie, mamo              |
| 1967 | W Zakopanem pada deszcz      |
| 1970 | Znowu ciebie mam             |
| 1977 | Nie ma miłości bez zazdrości |

### Compilation albums
| Title                                                                            | Album                                 |
| -------------------------------------------------------------------------------- | ------------------------------------- |
| Przyjdzie na to czas                                                             | Powracające melodyjki                 |
| Wszędzie, gdzie ty                                                               | Przeboje gwiazd                       |
| Czterdzieści kasztanów                                                           | Piosenki J. Gałkowskiego              |
| Wszędzie, gdzie ty                                                               | Przeboje'78                           |
| Sosna z mego snu                                                                 | Niebo z moich stron                   |
| Do ciebie mamo                                                                   | Gdzie ten świat młodych lat           |
| Wszędzie, gdzie ty                                                               | Succurrens                            |
| Przyjdzie na to czas                                                             | Przeboje 40-lecia                     |
| Całuj gorąco                                                                     | Andrzej Jastrzębiec-Kozłowski         |
| Ave Maria no morro                                                               | Stefan Rachoń przypomina              |
| Granada                                                                          | Z melodią i piosenką dookoła świata   |
| Maria la O                                                                       | Z melodią i piosenką dookoła świata   |
| Do ciebie mamo                                                                   | XX-lecie PP Polskie Nagrania          |
| Mazurskie wspomnienia                                                            | Mimozami jesień się zaczyna           |
| Wszędzie, gdzie ty                                                               | Andrzej Januszko i jego piosenki      |
| Jesteś mi potrzebny                                                              | L. Bogdanowicz i jego piosenki        |
| Spójrz prosto w oczy Przyjdzie na to czas                                        | Tych lat nie odda nikt                |
| Do ciebie mamo                                                                   | Piosenki dla mojej matki              |
| Dla ciebie miły Szesnaście lat                                                   | Przeboje R. Siedleckiego              |
| Dla ciebie miły                                                                  | Z melodią i piosenką dookoła świata   |
| Szesnaście lat                                                                   | Z melodią i piosenką dookoła świata   |
| Szesnaście lat Zegar z kukułką Czy lubi pani tańczyc twista Spójrz prosto w oczy | Daj mi zachować wspomnienia           |
| Przyjdzie na to czas                                                             | Rytmy młodych                         |
| Dla ciebie miły                                                                  | Piosenki lat 50-tych vol. 2           |
| Wachlarz                                                                         | Z archiwum Veritonu                   |
| Ali alo                                                                          | Z archiwum Veritonu                   |
| Kiedy Allach szedł                                                               | Z archiwum Veritonu                   |
| Dla ciebie miły                                                                  | Konkurs Piosenki Polskiej '61         |
| Czy pani tańczy twista                                                           | Radiowe piosenki miesiąca             |
| Marianna ruda                                                                    | Kalejdoskop piosenek nr 3             |
| Salomon                                                                          | Czarny Alibaba i inne piosenki        |
| Józek                                                                            | Złote Przeboje vol.5                  |
| Dla ciebie miły                                                                  | Naj z Naj                             |
| Taki mróz                                                                        | Komu piosenkę                         |
| Rudy rydz                                                                        | Złote Przeboje 50-60                  |
| Dla ciebie miły                                                                  | Klasyka Polskiej Piosenki cz. 3       |
| Spójrz prosto w oczy                                                             | Piosenki Wojciecha Piętowskiego       |
| Salomon Czy pani tańczy twista                                                   | T. Woźniakowski - największe przeboje |
| Kochaj mnie, a będę twoją                                                        | Tata 2                                |
| Do ciebie mamo                                                                   | Piosenki dla mamy                     |
| Złota maska Szczęścia nie szukaj daleko                                          | Wasowski da się lubić                 |
| Szesnaście lat                                                                   | Miłość ze szkolnej ławki              |
| Mazurskie wspomnienia                                                            | Lato, ty i ja                         |
| Do ciebie mamo                                                                   | Piosenki dla mojej matki              |

## Filmografia
| Year | Title                     |
| ---- | ------------------------- |
| 1966 | Professor Tutka's club    |
| 1969 | Heaven with a gun         |
| 1969 | Paint your wagon          |
| 1969 | Ja już taka jestem        |
| 1970 | The Woodpecker            |
| 1983 | Dream about Violetta      |
| 1988 | Dream about cinderella    |
| 1988 | Violetta Villas           |
| 1988 | Year with Violetta Villas |

### Television recitals
| Year | Title                 |
| ---- | --------------------- |
| 1964 | Dancing Joe           |
| 1970 | Violetta Villas sings |
| 1974 | The Wedding           |
| 1976 | Theatre presents      |
| 1977 | Sentiments            |
| 1986 | Violetta              |
| 1995 | Only to you           |

### Varia
| Year | Film                   | Title                       |
| ---- | ---------------------- | --------------------------- |
| 1966 | Professor Tutka's club | Cicha Helka                 |
| 1970 | The Woodpecker         | Black eyes                  |
| 1983 | Dream about Violetta   | many songs                  |
| 1988 | Violetta Villas        | many songs                  |
| 1987 | Nothing has become     | Look straight into my eyes  |
| 1999 | Wojaczek               | Ali alo, Kiedy Allach szedł |
| 2000 | Generation 2000        | Yo you, mother              |
| 2004 | My Nikifor             | For you beloved             |
| 2008 | Aria Diva              | Tango to Kowalska           |
| 2009 | Replacement            | Look straight into my eyes  |